# Michał Janiszewski (1926–2016)
Michał Konrad Janiszewski (ur. 15 czerwca 1926 w Poznaniu, zm. 3 lutego 2016 w Warszawie) – generał dywizji Wojska Polskiego, doktor nauk wojskowych, minister-szef Urzędu Rady Ministrów (1985–1989), szef Kancelarii Prezydenta PRL/RP (1989–1990).

## Życiorys
Urodził się 15 czerwca 1926 w Poznaniu w rodzinie lekarza Stanisława Janiszewskiego (ur. 1893) i Marii z domu Schmidt (ur. 1903). Od 1950 służył w Wojsku Polskim, początkowo w Wojskach Łączności, a następnie w Sztabie Generalnym Wojska Polskiego. Od 1950 należał do Polskiej Zjednoczonej Partii Robotniczej. Od 1972 pełnił funkcję szefa gabinetu generała Wojciecha Jaruzelskiego (w latach 1972–1981 jako ministra obrony narodowej, a w okresie 1984–1989 jako przewodniczącego Komitetu Obrony Kraju). Kierował także Urzędem Rady Ministrów od 17 lutego 1981 w czasie pełnienia funkcji premiera przez Jaruzelskiego oraz w kolejnych gabinetach – Zbigniewa Messnera i Mieczysława Rakowskiego (od 1985 jako członek rządu, minister-szef Urzędu Rady Ministrów). Od 13 września 1989 do 21 grudnia 1990 był szefem Kancelarii Prezydenta PRL/RP.
Od grudnia 1981 do lipca 1983 wchodził w skład Wojskowej Rady Ocalenia Narodowego. W 1983 wybrany w skład Krajowej Rady Towarzystwa Przyjaźni Polsko-Radzieckiej.
W 1976 został awansowany do stopnia generała brygady, a w 1983 do stopnia generała dywizji. Był doktorem nauk wojskowych. W grudniu 1990 zakończył zawodową służbę wojskową i działalność publiczną.  W styczniu 1991, w wieku 64 lat został przeniesiony w stan spoczynku.
Zmarł 3 lutego 2016 w wieku 89 lat i został pochowany 11 lutego tego samego roku na cmentarzu Junikowo w Poznaniu. Data pogrzebu nie była podana do publicznej wiadomości, pogrzeb miał charakter wyłącznie rodzinny. Błędnie został uznany za zmarłego przez IPN 9 lat wcześniej, przez co pominięto go w oskarżeniu grupy wprowadzającej stan wojenny.
Jego sekretarką była Barbara Skrzypek, która później została szefową kancelarii prezesa PiS.

## Odznaczenia
- Krzyż Komandorski Orderu Odrodzenia Polski
- Krzyż Kawalerski Orderu Odrodzenia Polski
- Order Sztandaru Pracy I klasy
- Złoty Krzyż Zasługi
- Medal 30-lecia Polski Ludowej
- Medal 40-lecia Polski Ludowej
- Złoty Medal „Siły Zbrojne w Służbie Ojczyzny”
- Srebrny Medal „Siły Zbrojne w Służbie Ojczyzny”
- Brązowy Medal „Siły Zbrojne w Służbie Ojczyzny”
- Złoty Medal „Za zasługi dla obronności kraju”
- Srebrny Medal „Za zasługi dla obronności kraju”
- Brązowy Medal „Za zasługi dla obronności kraju”
- Medal Komisji Edukacji Narodowej
- Brązowa Odznaka „Za zasługi w ochronie porządku publicznego”
- Order Czerwonej Gwiazdy (Czechosłowacja)
- Medal „40 lat Wyzwolenia Czechosłowacji przez Armię Radziecką” (Czechosłowacja)
- Order Wolności i Niepodległości II klasy (Korea Północna)
- Order „Za bojowe Zasługi” (Mongolia)
- Brązowy Order Bojowy „Za Zasługi dla Narodu i Ojczyzny” (Niemcy Wschodnie)
- Medal Przyjaźni (Wietnam)
- Medal Wyzwolenia I klasy (Wietnam Południowy)
- Order „Za wybitne Zasługi” (Węgry)
- Order Przyjaźni Narodów (Związek Radziecki)
- Medal „Za Umacnianie Braterstwa Broni” (Związek Radziecki)
- Medal jubileuszowy „60 lat Sił Zbrojnych ZSRR” (Związek Radziecki)
- i inne.